# کی. واه اینترنشنال
کی. واه اینترنشنال (انگلیسی: K. Wah International) شرکت خرده‌فروشی چینی است، که در سال ۲۰۰۰ توسط لوی چی وو تأسیس شد.